# Selhariz
Selhariz ist ein Ort und eine ehemalige Gemeinde (Freguesia) im portugiesischen Kreis Chaves. Die Gemeinde hatte 244 Einwohner (Stand 30. Juni 2011).
Am 29. September 2013 wurden die Gemeinden Selhariz, Vilarinho das Paranheiras, Vidago und Arcossó zur neuen Gemeinde Vidago (União das Freguesias de Vidago, Arcossó, Selhariz e Vilarinho das Paranheiras) zusammengeschlossen.